# Clematis patens 'Evipo021'
Cultivar
La clématite patens 'Evipo021' PBR & PPaf est un cultivar de clématite obtenu en 2006 par Raymond Evison en Angleterre. Elle porte le nom commercial de clématite patens Chantilly 'Evipo021' PBR & PPaf.
La clématite Chantilly a été commercialisée en 2006.

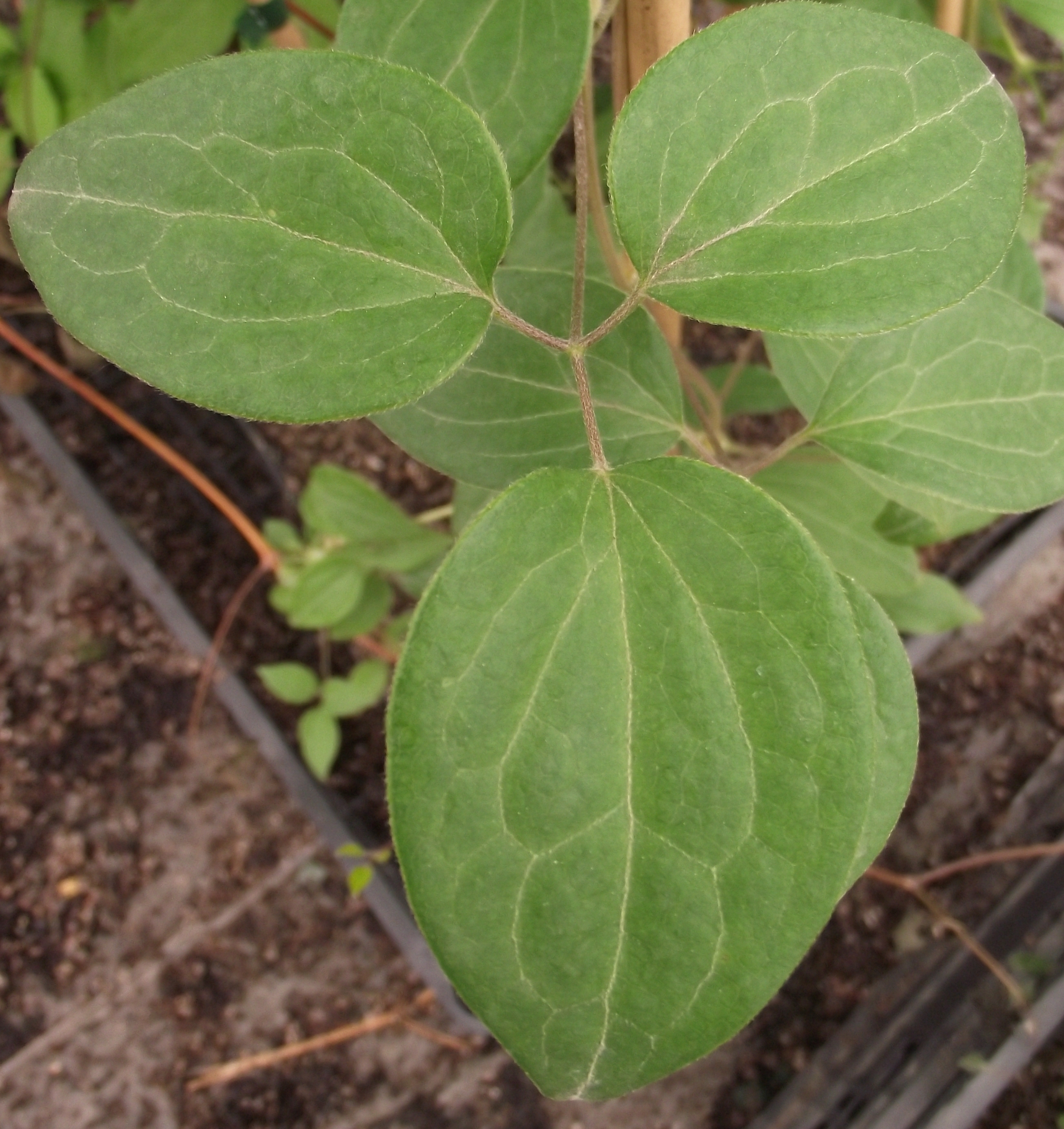
Feuille trilobée de clématite Chantilly.

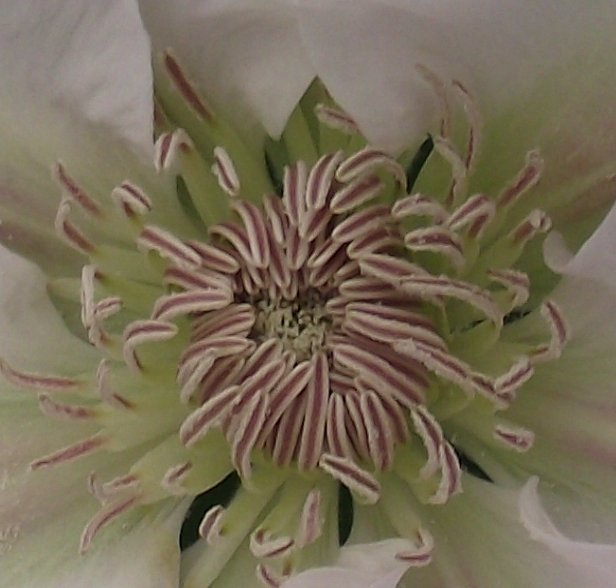
Stigmates et étamines de clématite Chantilly.

## Description
Cette clématite fait partie du groupe 2, ce qui signifie que ce cultivar donnera une floraison printanière sur la pousse de l'année précédente et une seconde à l'automne sur les pousses de l'année.

### Feuilles
Les feuilles caduques de cette clématite sont parfois simples, parfois alternes et trifoliées. En moyenne elles mesurent entre 10 et 15 cm. De mars à octobre les feuilles sont vertes, en novembre elles virent au jaune juste avant de tomber.

### Tiges
Les tiges de la clématite Chantilly apparaissent de couleur verte sur les pousses de l'année, en vieillissant le bois se durcit et devient rougeâtre et marron.

### Fleurs
La clématite Chantilly dispose d'une fleur de grande taille blanche légèrement rosée pouvant atteindre 18 cm. Les fleurs de ce cultivar apparaissent en juin et juillet pour la floraison printanière et en septembre pour la floraison d'automne.

#### Bouton floral et pédoncule
Le bouton floral de Chantilly est allongé et ovoïde d'environ 6 à 7 cm, de couleur vert/jaune à un quart de son ouverture. Le pédoncule quant à lui mesure environ 5 à 7 millimètres de couleur verte également.

#### Sépales
Les sépales de la clématite Chantilly mesurent entre 8 et 12 cm de long. Ils ne se chevauchent pas ou très peu. La face inférieure est totalement blanche contrairement à la face supérieure qui reflète un joli rose clair sur le blanc majoritaire. Sur ce cultivar la fleur possède entre 6 et 8 sépales.

#### Étamines et stigmates
Chantilly possède des  étamines blanches au nombre de 60 à 90 et des stigmates de couleur jaune or au nombre de 160 à 190.

#### Parfum
Cette clématite n'a pas de parfum.

## Obtention
Cet hybride de clématite a été obtenu par le croisement de la clématite 'Mme Georges Jackman' et de la clématite 'Docteur Ruppel'.

## Protection
'Evipo021' est protégé par l'Union internationale pour la protection des obtentions végétales sous licence PBR & PPaf et sous le numéro 2006135 du 19 juin 2006. le nom commercial Chantilly est protégé par une licence trademark.

## Culture

### Plantation
La clématite Chantilly s'épanouit très bien en pot ou en pleine terre. Elle doit être plantée dans un mélange drainant, fertile et léger. Les racines préfèrent  un sol frais et ombragé.

### Croissance
À taille adulte cette clématite dispose d'une croissance importante entre 1.50 et 2 mètres.

### Floraison
Chantilly fleurit deux fois par an sur les pousses de l'année précédente du mois de juin au mois de juillet pour la floraison printanière et en septembre pour la floraison sur le bois de l'année à l'automne. Elle fait partie du groupe 2.

### Utilisations
Chantilly est parfait pour les pergolas, treillis, tonnelles et clôtures. Elle peut aussi grimper sur des supports naturels tels que les feuillus, des conifères et des arbustes.
Utilisée en fleurs coupées la clématite Chantilly tient de 3 à 5 jours selon les conditions.

### Taille
La clématite Chantilly a besoin d'une taille annuelle, souvent au mois de mars mais à toute période de repos végétatif. Elle demande une taille modérée, c'est-à-dire une taille de 30 cm sur un tiers des branches.

### Résistance
Cette clématite résiste à des températures jusqu'à moins 20 degrés Celsius.

### Maladies et ravageurs
La clématite Chantilly est sensible à l'excès d'eau ce qui pourrait provoquer une pourriture du collet de la plante et ainsi la mort de la clématite. Elle peut également souffrir d'apoplexie dû à un champignon appelé Ascochyta clematidina, provoquant un flétrissement brutal des feuilles. Pour combattre ce champignon la terre doit être remplacée sur 20 cm et l'excès d'eau doit être proscrit.
Les limaces peuvent également s'attaquer à cette clématite et notamment aux jeunes pousses du printemps.

## Récompense
À ce jour la clématite Chantilly n'a reçu aucune récompense.